# Gütighofen

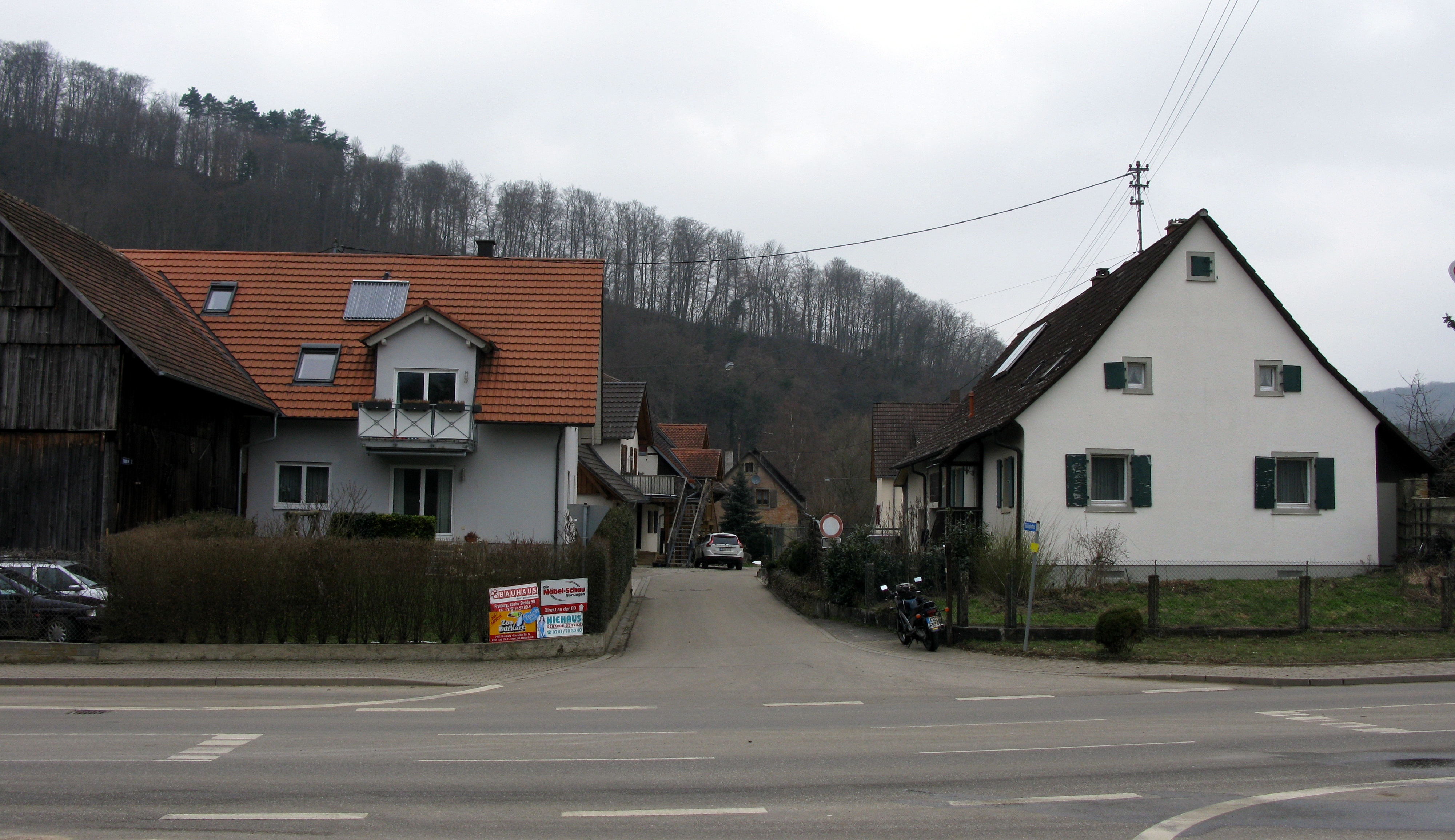
Gütighofen mit der Straße Gütighofen, die den Weiler zwischen Ehrenkirchen (links) und Bollschweil (rechts) teilt, im Hintergrund der Ölberg

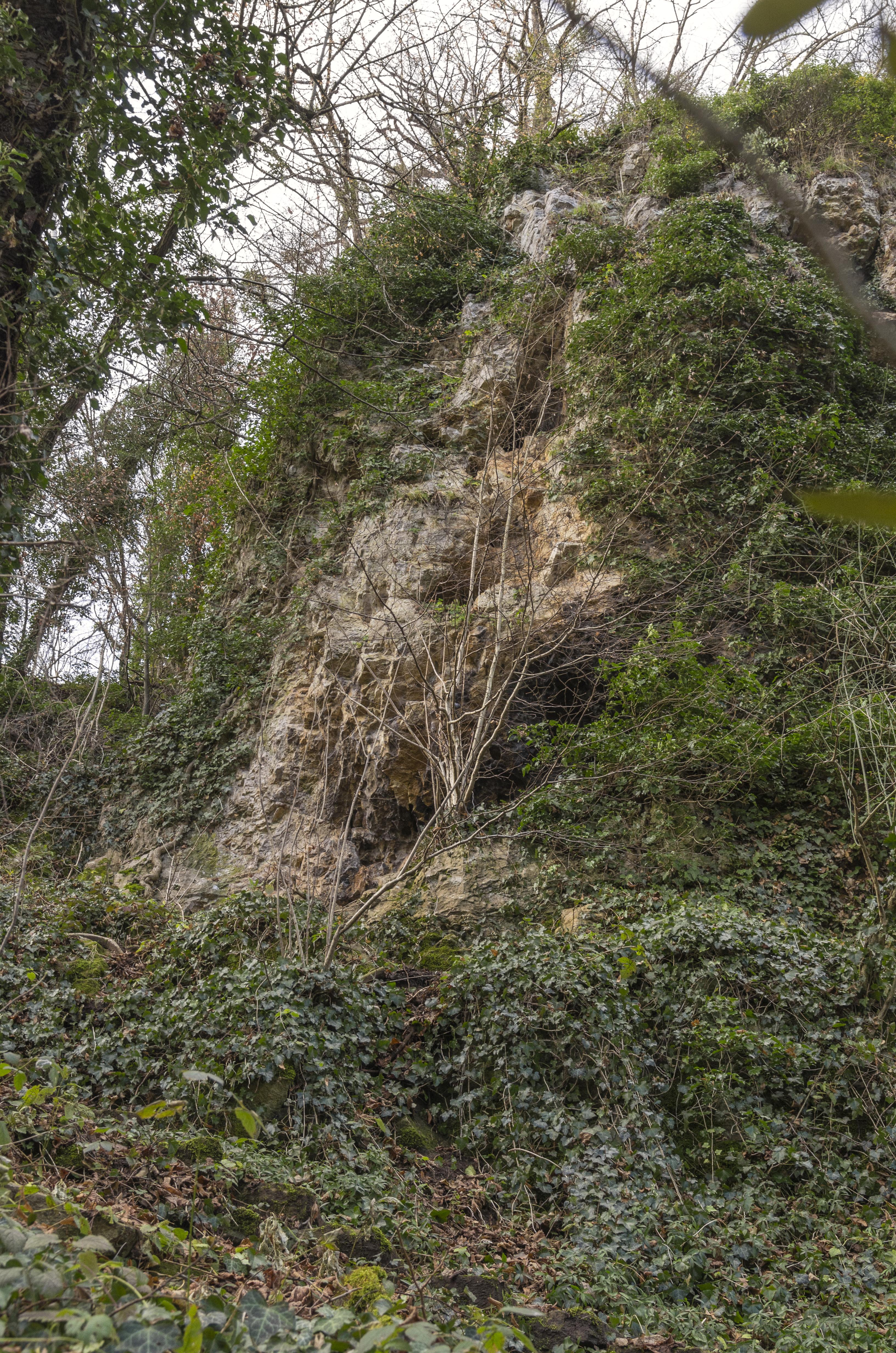
Höhlen in Gütighofen

Der Weiler Gütighofen im Landkreis Breisgau-Hochschwarzwald gehört sowohl zu Ehrenkirchen als auch zu Bollschweil. Die Grenze der beiden Gemeinden verläuft genau auf der einzigen Straße, welche ebenfalls den Namen „Gütighofen“ trägt.

## Lage
Der Ort liegt am südlichen Eingang des Hexentals, am Zusammenfluss von Eckbach und Möhlin, direkt unterhalb des Ölbergs (417 m), der südlichsten Erhebung des Schönbergs. Darin befinden sich sowohl die Burg Hauenfels sowie die „Teufelsküche“, ein Höhlenkomplex von Rentierjägern aus der Altsteinzeit. Zudem liegt dort mit der Teufelskanzel, ein alleinstehender, aus Rogensteinen des Mitteljura aufgebauter Felsen, die Wanderern als Aussichtspunkt dient. Die östliche Talseite gehört zum Schwarzwald.
Gütighofen befindet sich am Wanderweg Bettlerpfad.

## Geschichte
Die erste urkundliche Erwähnung von Gütighofen als Gnittinhovin könnte aus dem Jahr 1270 stammen. Belegt für das Jahr 1344 ist die Erwähnung von Güttikoven, das sich auf einen Personennamen bezog.
Das älteste Gebäude des Ortsteils ist die Felsenmühle. Wahrscheinlich gruppierten sich die landwirtschaftlichen Gehöfte später darum. Zum Ende des Jahres 1852 lebten im Bollschweiler Teil des Weilers drei Familien mit insgesamt 15 Personen während der Ehrenstetter Teil aus acht Familien mit 36 Personen bestand. Mittlerweile wird keine haupterwerbliche Landwirtschaft mehr betrieben; das letzte ortsansässige Unternehmen, die Schreinerei und Zimmerei Steiert und Armbruster, wechselte ebenfalls im Jahre 2019 den Standort.